# Fergana
Fergana (uzb. Fargʻona, uzb. cyr. Фарғона; ros. Фергана, Fiergana) – miasto we wschodnim Uzbekistanie, w Kotlinie Fergańskiej, siedziba administracyjna wilajetu fergańskiego. W 2011 roku liczyło ok. 238 tys. mieszkańców. Jedno z najmłodszych miast Uzbekistanu. 
W mieście działają dwa uniwersytety i dwa teatry.

## Historia
W średniowieczu ośrodek górniczy rud żelaza, cyny, rtęci, miedzi, ołowiu, azbestu, jak również srebra i turkusów. 
Po śmierci ojca w 1494 r. Babur – założyciel dynastii Wielkich Mogołów – został władcą Fergany. 
Współczesne miasto zostało założone przez Rosjan w 1876 roku po aneksji Chanatu Kokandzkiego przez Imperium Rosyjskie. Powstało 12 km od miasta Margelan, zostało nazwane Nowy Margelan i stało się centrum regionu. Głównym budynkiem, wokół którego półokręgiem powstawało miasto, była forteca wojskowa.
W 1907 roku zostało przemianowane na Skobielew (na cześć Michaiła Skobielewa), a w 1924 otrzymało obecną nazwę. Największy rozwój miasta odnotowano w XX wieku, szczególnie kiedy Uzbekistan uzyskał niepodległość. Miasto stało się jednym z głównych ośrodków przemysłowych kraju.

## Architektura
Ferganę cechuje stosunkowo nowoczesna architektura, brakuje tutaj historycznych zabytków.
Jednym z pierwszych budynków wzniesionych po ogłoszeniu niepodległości przez Uzbekistan jest wysoka na 14 metrów brama wjazdowa do miasta, nazwana Bramą Niepodległości.

## Gospodarka
Drugie najważniejsze miasto w kraju pod względem produkcji. Ośrodek przemysłu paliwowego (rafineria ropy naftowej), petrochemicznego i chemicznego (nawozy azotowe, włókna chemiczne, tworzywa sztuczne), lekkiego (jedwabniczy, włókienniczy, obuwniczy) oraz spożywczego.

### Przemysł paliwowy i petrochemiczny
Miasto jest centrum produkcji i przetwórstwa ropy naftowej od czasu powstania pierwszej rafinerii w pobliżu miasta w 1908 roku. Od tego czasu powstało więcej rafinerii, czyniąc Ferganę ważnym punktem na gospodarczej mapie Uzbekistanu.

### Produkcja nawozów
Gaz ziemny pochodzący ze wschodniej części kraju jest transportowany do rejonu miasta, gdzie jest wykorzystywany do produkcji nawozów.

## Urodzeni w Ferganie
- Siergiej Darkin – rosyjski żużlowiec
- Siergiej Łagutin – rosyjski kolarz
- Siergiej Tietiuchin – rosyjski siatkarz
- Gulnora Karimova – uzbecka polityk